# Psilochorus californiae
Psilochorus californiae is een spinnensoort uit de familie trilspinnen (Pholcidae). De soort komt voor in de Verenigde Staten en Mexico.